# Riddick Moss
Michael Carter Rallis, meglio conosciuto con il ring name Riddick Moss (Edina, 11 ottobre 1989), è un wrestler statunitense.
È noto per i suoi trascorsi in WWE dal 2013 al 2023, dove ha detenuto una volta il 24/7 Championship e ha vinto l'ottava edizione dell'André the Giant Memorial Battle Royal nel 2022.

## Carriera

### WWE (2013–2023)

#### NXT(2013–2020)

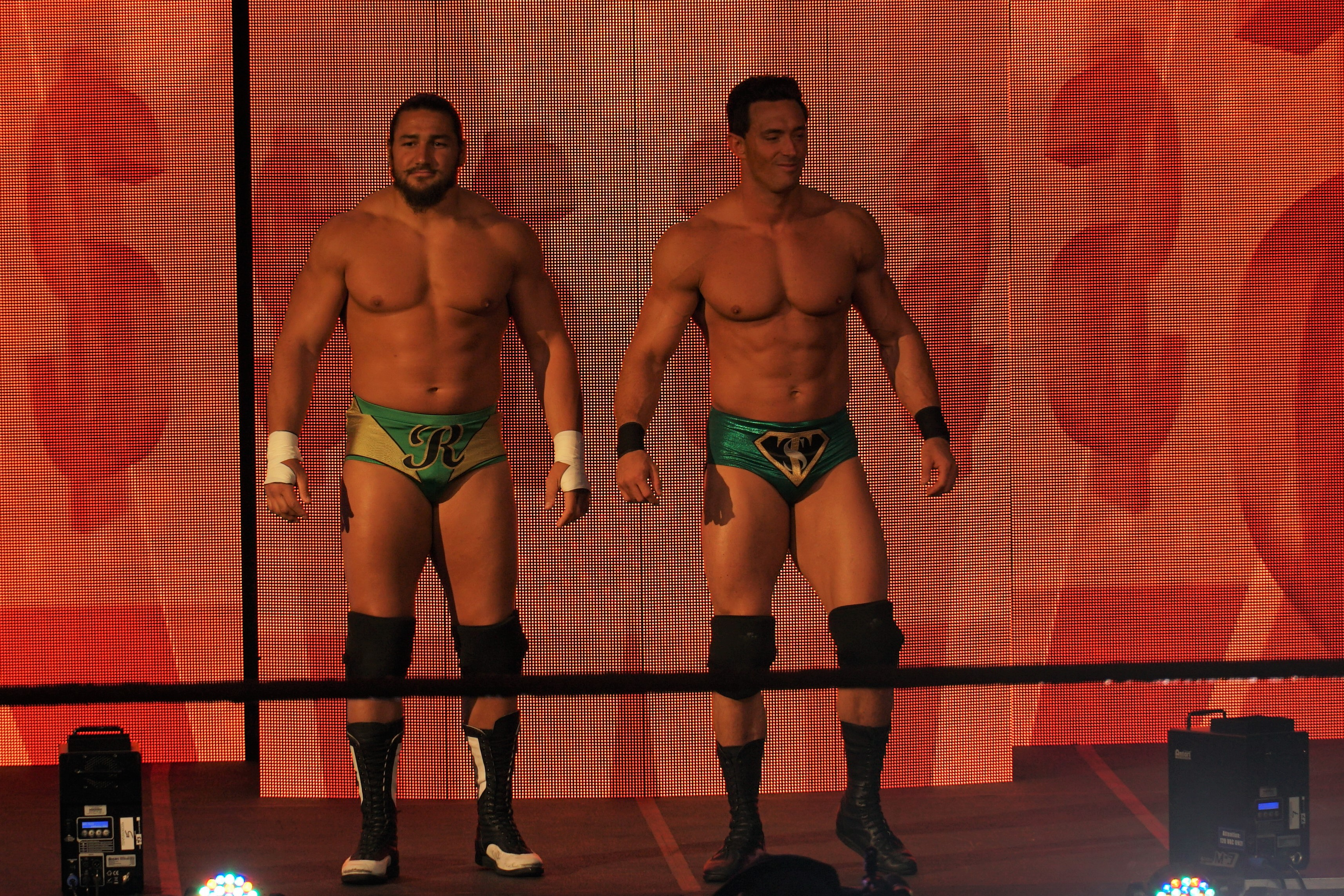
Moss e Tino Sabbatelli (destra) nell'aprile del 2018

Rallis si unì alla WWE nell'ottobre del 2013, venendo mandato al Performance Center per allenarsi. Rallis fece poi il suo debutto il 18 dicembre 2014 durante un live event di NXT, territorio di sviluppo della WWE, con il ringname Digg Rawlis. Nella puntata di NXT del 27 maggio 2015 Rawlis fece il suo debutto televisivo in coppia con Elias Samson sconfiggendo Blake e Murphy. Rawlis in seguito cominciò ad apparire molto di rado ad NXT, perdendo contro Samoa Joe e gli Hype Bros. Nell'agosto del 2015 Rallis adottò il ringname Riddick Moss.
Nella puntata di NXT del 12 ottobre 2016 Moss iniziò a far coppia con Tino Sabbatelli, e i due vennero sconfitti dai TM-61 durante il primo turno del torneo Dusty Rhodes Tag Team Classic. Nella puntata di NXT del 14 marzo Moss e Sabbatelli vennero sconfitti dai SAnitY (Alexander Wolfe e Eric Young) nei quarti di finale del Dusty Rhodes Tag Team Classic. In seguito, Moss fece brevemente coppia con Da Mack nel roster di NXT UK, formando gli Outliers, combattendo tuttavia sempre in eventi dal vivo e solo una volta in una puntata effettiva, dove sconfissero due jobber.

#### Alleanza con Happy Corbin (2020–2022)
Nella puntata di Raw del 27 gennaio 2020 Moss fece il suo debutto come accompagnatore del 24/7 Champion Mojo Rawley, aiutandolo a riconquistare il titolo contro R-Truth dopo che il suo compagno aveva sconfitto No Way Jose (mantenendo la cintura). Nella puntata di Raw del 10 febbraio Moss e Rawley vennero sconfitti dagli Street Profits; successivamente, inoltre, Moss schienò Rawley sottraendogli il 24/7 Championship, il suo primo titolo in WWE. Nella puntata di Raw del 17 febbraio Moss difese con successo il titolo in un Triple Threat match contro Mojo Rawley e R-Truth. Nella puntata di Raw del 2 marzo Moss difese con successo il titolo contro Ricochet. Nella puntata di Raw del 9 marzo Moss difese con successo il titolo contro Cedric Alexander. Il 22 marzo Moss, mentre stava passeggiando per una strada del suo quartiere, venne schienato da R-Truth perdendo il 24/7 Championship dopo 41 giorni di regno.
Dopo una lunga inattività, riapparve nella puntata di SmackDown del 24 settembre 2021 attaccando Kevin Owens con l'aiuto di Happy Corbin, cambiando poi ring name in Madcap Moss (letteralmente Moss il pazzoide). Il 1º ottobre, per effetto del Draft, venne confermato al roster di SmackDown e combatté il suo primo match singolo a SmackDown perdendo contro Jeff Hardy nella puntata del 19 novembre. Il 26 novembre, a SmackDown, prese parte una Battle Royal per determinare lo sfidante all'Universal Championship di Roman Reigns ma venne eliminato da Happy Corbin. Il 1º gennaio, a Day 1, perse contro Drew McIntyre. Il 29 gennaio, alla Royal Rumble, partecipò al match omonimo entrando col numero 19 ma venne eliminato da Drew McIntyre. Il 19 febbraio, ad Elimination Chamber, venne nuovamente sconfitto da McIntyre in un Falls Count Anywhere match. Il 1º aprile a SmackDown vinse l'annuale André the Giant Memorial Battle Royal eliminando per ultimo Finn Bálor. Nella puntata di SmackDown dell'8 aprile venne attaccato da Corbin durante l'Happy Talk, colpevole di avergli causato la sconfitta contro Drew McIntyre a WrestleMania 38, con lo stesso Moss che riuscì a farsi valere.
Dopo essersi separato da Happy Corbin, intraprese una carriera in singolo con un apparente turn face e sia il 15 che il 22 aprile, a SmackDown, sconfisse dapprima Humberto e poi Angel dei Los Lotharios. L'8 maggio, a WrestleMania Backlash, ebbe la meglio su Happy Corbin nel loro primo scontro. Nella puntata di SmackDown del 3 giugno tornò con un nuovo personaggio pretendendo uno scontro con Corbin, ma dal successivo incontro ne uscì vincitore quest'ultimo per squalifica dopo che Moss lo colpì con una sedia. Il 5 giugno, a Hell in a Cell, trionfò su Corbin in un No Holds Barred match. La faida con Corbin si concluse poi nella puntata di SmackDown del 17 giugno quando Moss trionfò nuovamente in un Last Laugh match.

#### Competizione singola (2022–2023)
Il 2 luglio, a Money in the Bank, prese parte al Money in the Bank Ladder match che comprendeva anche Drew McIntyre, Omos, Riddle, Seth Rollins, Sheamus e Theory ma fu quest'ultimo a vincere la contesa e la valigetta. Il 19 agosto, a SmackDown, prese parte ad un Fatal 5-Way match che comprendeva anche Happy Corbin, Ricochet, Sami Zayn e Sheamus per determinare lo sfidante di Gunther per l'Intercontinental Championship a Clash at the Castle ma il match venne vinto da Sheamus. Il 3 settembre, nel Kickoff di Clash at the Castle, Moss e gli Street Profits sconfissero l'Alpha Academy e Theory. Nella puntata di SmackDown del 16 settembre affrontò Solo Sikoa per l'NXT North American Championship ma venne sconfitto. Il 10 febbraio, a SmackDown, vinse un Fatal 4-Way match che comprendeva anche Karrion Kross, Rey Mysterio e Santos Escobar, diventando il prossimo sfidante di Gunther per l'Intercontinental Championship. La settimana dopo, però, venne sconfitto da Gunther, non riuscendo a conquistare il titolo intercontinentale. Nella puntata di SmackDown del 31 marzo partecipò all'annuale André the Giant Memorial Battle Royal ma venne eliminato.
Il 1º maggio 2023, per effetto del Draft, passò al roster di Raw. Nella puntata di Raw del 15 maggio partecipò ad una battle royal per determinare il nuovo sfidante di Gunther per l'Intercontinental Championship ma venne eliminato da Matt Riddle.
Il 21 settembre 2023 venne licenziato dalla WWE.

## Vita privata
Dal 2022 ha una relazione con la collega Tenille Dashwood.

## Personaggio

### Mosse finali
- Diving elbow drop – dal 2023
- The Punchline (Neckbreaker driver) – 2020–2022
- Powerslam

### Soprannomi
- "Riddy Mo"

## Titoli e riconoscimenti
- Pro Wrestling Illustrated
  - 244º tra i 500 migliori wrestler singoli secondo PWI 500 (2022)

- WWE
  - WWE 24/7 Championship (1)
  - André the Giant Memorial Battle Royal (edizione 2022)